# Repartição simples
Repartição Simples (PAYG, acrônico de Pay As You Go) é um regime de financiamento de seguridade em que não há formação de reservas.

## Previdência
Na Previdência, a arrecadação dos regimes de Repartição Simples se dá pela cobrança de contribuição das pessoas que estão em atividade para o financiamento das aposentadorias e pensões daqueles que já estão aposentados.
O Regime de Repartição Simples é o mais utilizado no mundo para o financiamento da Seguridade Social, mas muito pouco difundido na previdência privada por não possuir instrumentos que garantam o pagamento dos benefícios no futuro.